# Brezov
Brezov és un poble i municipi d'Eslovàquia. Es troba a la regió de Prešov, al nord del país.

## Història
La primera referència escrita de la vila data del 1335.

## Demografia
| Godina             | 1994 | 2004   | 2014    | 2024    |
| ------------------ | ---- | ------ | ------- | ------- |
| Nombre de persones | 398  | 432    | 386     | 333     |
| Diferència         |      | +8,54% | −10,64% | −13,73% |

| Godina             | 2023 | 2024   |
| ------------------ | ---- | ------ |
| Nombre de persones | 337  | 333    |
| Diferència         |      | −1,18% |